# Hugo Reusch
Hugo Reusch (* 24. Mai 1833 in Brilon; † 13. Februar 1902 in Wiesbaden) war ein deutscher Bankmanager und Mitglied des Preußischen Abgeordnetenhauses.

## Leben
Nach dem Abitur studierte Reusch an der Rheinischen Friedrich-Wilhelms-Universität Bonn und der Humboldt-Universität zu Berlin Rechtswissenschaften und war an verschiedenen Stellen, so auch in seinem Heimatort Brilon, als Jurist tätig. Von 1868 an war er Richter am Kreisgericht Wiesbaden, bis er 1872 eine Beschäftigung als Direktionsrat bei der Nassauischen Landesbank fand. Dort stieg er 1894 zum Direktor der Bank auf.
Er engagierte sich in der Politik und wurde Mitglied der Deutschen Fortschrittspartei. Als deren Vertreter erhielt er 1882 für den Wahlkreis Wiesbaden 2 in indirekter Wahl ein Mandat für das Preußische Abgeordnetenhaus.
In der Kommunalpolitik war er von 1891 an Wiesbadener Stadtverordneter und von 1897 an Stadtverordnetenvorsteher.
Reusch war Mitglied der Wiesbadener Casino-Gesellschaft.
Er gehörte der Altkatholischen Kirche an, die  aus Protest gegen die Dogmen der Kirche über die päpstliche Unfehlbarkeit und das Papstprimat, verkündet auf dem Ersten Vatikanischen Konzil im Jahre 1870, gegründet wurde.
Am 13. September 1873 gehörte er zu den Laien-Abgeordneten Westfalens beim Altkatholikentag in Konstanz.